# Щеврик білогорлий
Щеврик білогорлий (Anthus sokokensis) — вид горобцеподібних птахів родини плискових (Motacillidae). Вид поширений у Кенії та Танзанії. Птах населяє тропічні дощові рівнинні ліси. Тіло завдовжки близько 12 см, вага — 17 г.